# Mopalia imporcata
Mopalia imporcata is een keverslakkensoort uit de familie van de Mopaliidae. De wetenschappelijke naam van de soort is voor het eerst geldig gepubliceerd in 1864 door Carpenter.